# تأثير فرط صوتي
التَّأْثِيرُ فَوْقَ الصَّوْتِيِّ أَوْ التَّأْثِيرُ فَرْطُ الصَّوْتِيِّ هُوَ ظَاهِرَةٌ تَمَّ الْإِبْلَاغُ عَنْهَا فِي دِرَاسَةٍ عِلْمِيَّةٍ مُثِيرَةٍ لِلْجَدَلِ أَجْرَاهَا تِسِيتُومِي أُوهَاشِي وَآخَرُونَ، وَالَّتِي تَدَّعِي أَنَّهُ عَلَى الرَّغْمِ مِنْ أَنَّ الْبَشَرَ لَا يَسْتَطِيعُونَ سَمَاعَ الْمَوْجَاتِ فَوْقَ الصَّوْتِيَّةِ بِوَعْيِ (الْأَصْوَاتِ عِنْدَ تَرَدُّدَاتٍ أَعْلَى مِنْ 20 كِيلُو هِرْتِزْ تَقْرِيبًا)، إِلّا أَنَّ وُجُودَ أَوْ عَدَمَ وُجُودِ هَذِهِ التَّرَدُّدَاتِ لَهُ تَأْثِيرٌ قَابِلٌ لِلْقِيَاسِ عَلَى رُدُودِ أَفْعَالِهِمْ الْفِسْيُولُوجِيَّةِ وَالنَّفْسِيَّةِ.
نَاقَضَتْ هَذِهِ الدِّرَاسَةُ دِرَاسَاتٍ أُخْرَى عَدِيدَةً، بَلْ إِنَّ جُزْءٌ مِنْ نَتَائِجِهَا تَتَعَلَّقُ بِرَدِّ فِعْلٍ شَخْصِيٍّ لِصَوْتٍ عَالِي التَّرَدُّدِ، وَجَدَتْ الدِّرَاسَةُ أَنَّ الْأَشْخَاصَ الَّذِينَ لَدَيْهِمْ «آذَانٌ جَيِّدَةٌ»، قادرون على الاستماع إلى أسطوانة صوتيّة فائقة وعالية الدقة، على أعلى مستوى من أنظمة دقة قادرة على إعادة إنتاج الأصوات حتى 30 كيلوهرتز. التمييز بين الصوت عالي الدقة ومعدل أخذ عينات القرص المضغوط العادي البالغ 44.1 كيلو هرتز.

## تفضيل الأدلة
في بحث نُشر عام 2000 في مجلة علم وظائف الأعصاب، وصف الباحثون سلسلة من التجارب الموضوعية والذاتية التي شُغِّلَت فيها الموسيقى، والتي تحتوي أحيانًا على مكونات عالية التردد (HFCs) أعلى من 25 كيلو هرتز وأحيانًا لا. لم يتمكن الأشخاص من معرفة الفرق بوعي، ولكن عند تشغيل الموسيقى باستخدام مركبات الكربون الهيدروفلورية، حيثُ أظهروا اختلافات قِيسَت بطريقتين:
- أظهرت مراقبة EEG لنشاط الدماغ تحسنًا مهمًا إحصائيًا في نشاط موجة ألفا.[13]
- فضَّل المشاركون الموسيقى مع مركبات الكربون الهيدروفلورية.[14]

لم يُكْشَف عن أي تأثير على المستمعين في الدراسة عند استخدام الموجات فوق الصوتية فقط[بحاجة لمصدر] (ترددات أعلى من 24 كيلوهرتز) شُغِّلَ جزء من مادة الاختبار لأشخاص الاختبار ؛ كان التأثير الموضح موجودًا فقط عند مقارنة النطاق الترددي الكامل بالمواد ذات النطاق الترددي المحدود.
من المفهوم الشائع في علم الصوتيات النفسي أن الأذن لا يمكنها الاستجابة للأصوات ذات التردد العالي من خلال مسار التوصيل الهوائي، لذلك كان أحد الأسئلة التي أثارها هذا البحث هو: هل يحدث التأثير فوق الصوتي عبر المسار «العادي» للصوت الذي ينتقل عبر الممر الهوائي في الأذن أم بطريقة أخرى. يبدو أن دراسة تمت مراجعتها من قبل الأقران في عام 2006 تؤكد الخيار الثاني، من خلال اختبار التأثير المختلف لمركبات الكربون الهيدروفلورية عند تقديمها عبر مكبرات الصوت أو عبر سماعات الرأس - لم يحدث التأثير فوق الصوتي عندما قُدِّمَت مركبات الكربون الهيدروفلورية عبر سماعات الرأس.
حققت دراسة عام 2006 أيضًا في مستوى الاستماع المريح (CLL) للموسيقى مع وبدون مركبات الكربون الهيدروفلورية، وهي طريقة بديلة لقياس استجابة الموضوع للصوت. كان مستوى الاستماع المريح للموسيقى التي تحتوي على مركبات الكربون الهيدروفلورية أعلى من الموسيقى التي لا تحتوي على مركبات الكربون الهيدروفلورية - وهذا يوفر طريقة كمية لإثبات تفضيل المستمع العام للموسيقى باستخدام مركبات الكربون الهيدروفلورية.

## دليل مخالف
هناك تناقضات في نتائج أوهاشي.
- لم يُكْشَف عن أي تأثير على المستمعين في دراسة أوهاشي عند استخدام الموجات فوق الصوتية فقط (ترددات أعلى من 24 كيلوهرتز) شُغِّلَ جزء من مادة الاختبار لموضوعات الاختبار. كان التأثير الموضح موجودًا فقط عند مقارنة النطاق الترددي الكامل بالمواد ذات النطاق الترددي المحدود.
- حظيت المواد ذات النطاق الترددي المحدود بتقدير أكبر من قبل الأشخاص الخاضعين للاختبار عندما شُغِّلَت مادة النطاق الترددي الكامل قبل ذلك مباشرة.

حاولت الأبحاث من هيئة الإذاعة اليابانية (مختبر NHK) إعادة إنتاج نتائج أوهاشي بعناية ولكن دون جدوى.
استنتجت 480 ساعة من اختبارات الاستماع التي أجريت في مؤتمر لندن آي إي سي في عام 1980 بواسطة لوري فينشمان من كاي آي إف أن الأشخاص لا يمكنهم التمييز بين صوت 20 كليوهرتز لإشارة اختبار من الأصل الذي يُشَغَّل على جهاز قادر على إعادة إنتاج صوت حتى 40 كيلو هرتز. مثل هذه المصنوعات اليدوية هي مشكلة شائعة في الاختبارات الذاتية للسمع على الكمبيوتر، على سبيل المثال.
,في سبتمبر 2007، نشر عضوان من جمعية بوسطن الصوتية وجمعية هندسة الصوت دراستهما حيث أظهر حوالي نصف تجارب الاستماع لاختبار آي بي إكس مزدوجة التعمية البالغ عددها 554 والتي أجراها 60 مستجيباً التحديد الصحيح لأخذ العينات عالية الدقة أو معيار القرص المضغوط. معدل. لم تكن النتائج أفضل من تقليب العملة، مما أدى إلى إنتاج 274 تعريفًا صحيحًا (49.5٪ نجاح)، وكان سيتطلب ما لا يقل عن 301 تعريفًا صحيحًا مقابل 554 تجربة (معدل نجاح متواضع 54.3٪) لتتجاوز 95٪ ثقة إحصائية مسموعة الاختلاف، والذي سيحدث مرة واحدة من بين عشرين اختبارًا من هذا القبيل بالصدفة وحدها.

## دليل مضاد
وُجِّهَ نقد لدراسات أوهاشي في المقام الأول إلى الاستنتاجات المتعلقة بتفضيلات المستمع لمادة الاختبار. كان هناك القليل من النقد الموجه للجانب الفسيولوجي للدراسات. الدراسات التي أُسْتُشْهِدَ بها كدليل معاكس لم تعالج استجابة الدماغ الفسيولوجية للصوت عالي التردد، فقط استجابة الشخص الواعية لها. يبدو أن الاستقصاء الإضافي للاستجابة الفسيولوجية المرصودة يظهر أن الأذن وحدها لا تنتج موجات دماغية إضافية، ولكن عندما يتعرض الجسم لأصوات عالية التردد، فإنه يعطي بعض التحفيز للدماغ.